# Stockholm Box Open Tournament
Das Stockholm Box Open Tournament ist ein ehemaliges internationales Boxturnier, das (bis auf 1994) von 1980 bis 1997 jährlich in der schwedischen Hauptstadt Stockholm ausgetragen wurde. Geboxt wurde nach den AIBA-Regeln.

## Bekannte Turniersieger
Zu den bekanntesten Turniersiegern zählen unter anderem Anders Eklund (3), Arnold Vanderlyde, Lennox Lewis (2), Egerton Marcus, Alexei Lesin, Alexander Lebsjak, Jewgeni Makarenko, Wassili Schirow und Giorgi Kandelaki.

## Turniere
| Nr. | Jahr | Ort      | Land     | Artikel |
| --- | ---- | -------- | -------- | ------- |
| 1   | 1980 | Schweden | Schweden | Details |
| 2   | 1981 | Schweden | Schweden | Details |
| 3   | 1982 | Schweden | Schweden | Details |
| 4   | 1983 | Schweden | Schweden | Details |
| 5   | 1984 | Schweden | Schweden | Details |
| 6   | 1985 | Schweden | Schweden | Details |
| 7   | 1986 | Schweden | Schweden | Details |
| 8   | 1987 | Schweden | Schweden | Details |
| 9   | 1988 | Schweden | Schweden | Details |
| 10  | 1989 | Schweden | Schweden | Details |
| 11  | 1990 | Schweden | Schweden | Details |
| 12  | 1991 | Schweden | Schweden | Details |
| 13  | 1992 | Schweden | Schweden | Details |
| 14  | 1993 | Schweden | Schweden | Details |
| 15  | 1995 | Schweden | Schweden | Details |
| 16  | 1996 | Schweden | Schweden | Details |
| 17  | 1997 | Schweden | Schweden | Details |